# Maurice aux Jeux olympiques d'été de 2020
Maurice participe aux Jeux olympiques de 2020 à Tokyo au Japon. Il s'agit de sa 10e participation à des Jeux d'été.

## Athlètes engagés
| Sport         | Hommes | Femmes | Total |
| ------------- | ------ | ------ | ----- |
| Athlétisme    | 1      | 0      | 1     |
| Badminton     | 1      | 0      | 1     |
| Boxe          | 2      | 0      | 2     |
| Haltérophilie | 0      | 1      | 1     |
| Judo          | 1      | 0      | 1     |
| Natation      | 1      | 1      | 2     |
| Total         | 6      | 2      | 8     |

## Résultats

### Athlétisme
Maurice bénéficie d'une place attribuée au nom de l'universalité des Jeux. Jérémie Lararaudeuse dispute le 110 mètres haies masculin.
| Athlète              | Épreuve     | Séries | Séries | Demi-finales | Demi-finales | Finale  | Finale  |
| Athlète              | Épreuve     | Temps  | Rang   | Temps        | Rang         | Temps   | Rang    |
| -------------------- | ----------- | ------ | ------ | ------------ | ------------ | ------- | ------- |
| Jérémie Lararaudeuse | 100 m haies | 14 s 3 | 7e     | Éliminé      | Éliminé      | Éliminé | Éliminé |

### Badminton
| Athlète      | Compétition   | Phase de groupes             | Phase de groupes                       | Phase de groupes | 1/8e de finale   | Quarts de finale | Demi-finales     | Finale           | Finale  |
| Athlète      | Compétition   | Adversaire Score             | Adversaire Score                       | Rang             | Adversaire Score | Adversaire Score | Adversaire Score | Adversaire Score | Rang    |
| ------------ | ------------- | ---------------------------- | -------------------------------------- | ---------------- | ---------------- | ---------------- | ---------------- | ---------------- | ------- |
| Georges Paul | Simple hommes | Tsuneyama Défaite 21-8, 21-6 | Coelho de Oliveira Défaite 21-5, 21-16 | 3e du gr. I      | Éliminé          | Éliminé          | Éliminé          | Éliminé          | Éliminé |

### Boxe
| Athlète        | Catégorie               | 1/16e de finale      | 1/8e de finale       | Quart de finale     | Demi-finale         | Finale              | Finale  |
| Athlète        | Catégorie               | Adversaire Résultat  | Adversaire Résultat  | Adversaire Résultat | Adversaire Résultat | Adversaire Résultat | Rang    |
| -------------- | ----------------------- | -------------------- | -------------------- | ------------------- | ------------------- | ------------------- | ------- |
| Richarno Colin | Légers hommes (-63 kg)  | Nadir Victoire 4-1   | Mamedov Défaite 0-5  | Éliminé             | Éliminé             | Éliminé             | Éliminé |
| Merven Clair   | Welters hommes (-69 kg) | Sanford Victoire 5-0 | Ishaish Victoire 3-2 | Walsh Défaite 1-4   | Éliminé             | Éliminé             | Éliminé |

### Haltérophilie
| Athlète                         | Compétition | Arraché  | Arraché | Épaulé-jeté | Épaulé-jeté | Total  | Rang |
| Athlète                         | Compétition | Résultat | Rang    | Résultat    | Rang        | Total  | Rang |
| ------------------------------- | ----------- | -------- | ------- | ----------- | ----------- | ------ | ---- |
| Marie Hanitra Roilya Ranaivosoa | -49 kg      | 73 kg    | 12e     | 91 kg       | 11e         | 164 kg | 11e  |

### Judo
| Athlète       | Compétition           | 1er tour            | 2e tour               | Quart de finale     | Demi-finale         | Repêchage           | Finale              | Rang    |         |
| Athlète       | Compétition           | Adversaire Résultat | Adversaire Résultat   | Adversaire Résultat | Adversaire Résultat | Adversaire Résultat | Adversaire Résultat | Rang    |         |
| ------------- | --------------------- | ------------------- | --------------------- | ------------------- | ------------------- | ------------------- | ------------------- | ------- | ------- |
| Rémi Feuillet | Moins de 90 kg hommes | Exempté             | Mukai Défaite 000-100 | Éliminé             | Éliminé             | Éliminé             | Éliminé             | Éliminé | Éliminé |

### Natation
| Athlète         | Épreuve                   | Séries        | Séries | Demi-finales | Demi-finales | Finale   | Finale   |
| Athlète         | Épreuve                   | Temps         | Rang   | Temps        | Rang         | Temps    | Rang     |
| --------------- | ------------------------- | ------------- | ------ | ------------ | ------------ | -------- | -------- |
| Mathieu Marquet | 100 m nage libre masculin | 53 s 56       | 60e    | Éliminé      | Éliminé      | Éliminé  | Éliminé  |
| Alicia Kok Shun | 100 m brasse féminin      | 1 min 15 s 42 | 38e    | Éliminée     | Éliminée     | Éliminée | Éliminée |